# 手賀沼終末処理場
手賀沼終末処理場（てがぬましゅうまつしょりじょう）は、千葉県我孫子市相島新田85-5にある下水処理場。手賀沼下水道事務所によって管理されている。1981年に稼動を始め、以来手賀沼流域7市6,100ha、人口約50万人の汚水を処理、北千葉導水路を通して利根川に放流している。

## 概要
| 事業所名     | 手賀沼終末処理場 Teganuma Sewage Disposal Plant                              |
| 所在地       | 千葉県我孫子市相島新田85-5                                                   |
| 通水         | 1981年4月                                                                    |
| 処理方式     | 活性汚泥法、急速ろ過法                                                       |
| 通常ろ過水量 | m3                                                                           |
| 配水池容量   | m3                                                                           |
| 整地地盤高   | TP＋?m                                                                       |
| 敷地面積     | m2                                                                           |
| 工事費総額   | ?億円                                                                        |
| 処理区域     | 我孫子市の全域、白井市、柏市の大部分、松戸市、流山市、鎌ケ谷市、印西市の一部 |
| 電話番号     | 04-7189-3831                                                                 |

## 歴史
手賀沼は1950年代頃までは、透明度のとても高い沼であった。だが、1960年代に入ると、高度経済成長の影響もあり、周辺域が急速に宅地化した。その著しい進行に対して、下水道整備は全く追いつかず、住宅からの汚水は直接手賀沼に流入することとなり、沼の水質は急速に悪化、日本一汚染された沼となってしまった。そこで行政は、手賀沼流域全体の調和ある発展と公衆衛生の向上や水質保全を図るため、沼流域の下水道事業に着手、1972年に事業が認可・着工され、1981年に、完成・稼動した。これにより沼流域の下水を一手に処理することが可能になり、手賀沼の水質改善にも寄与している。

## アクセス方法

### 鉄道
JR東日本成田線布佐駅より徒歩15分